# 물 처리

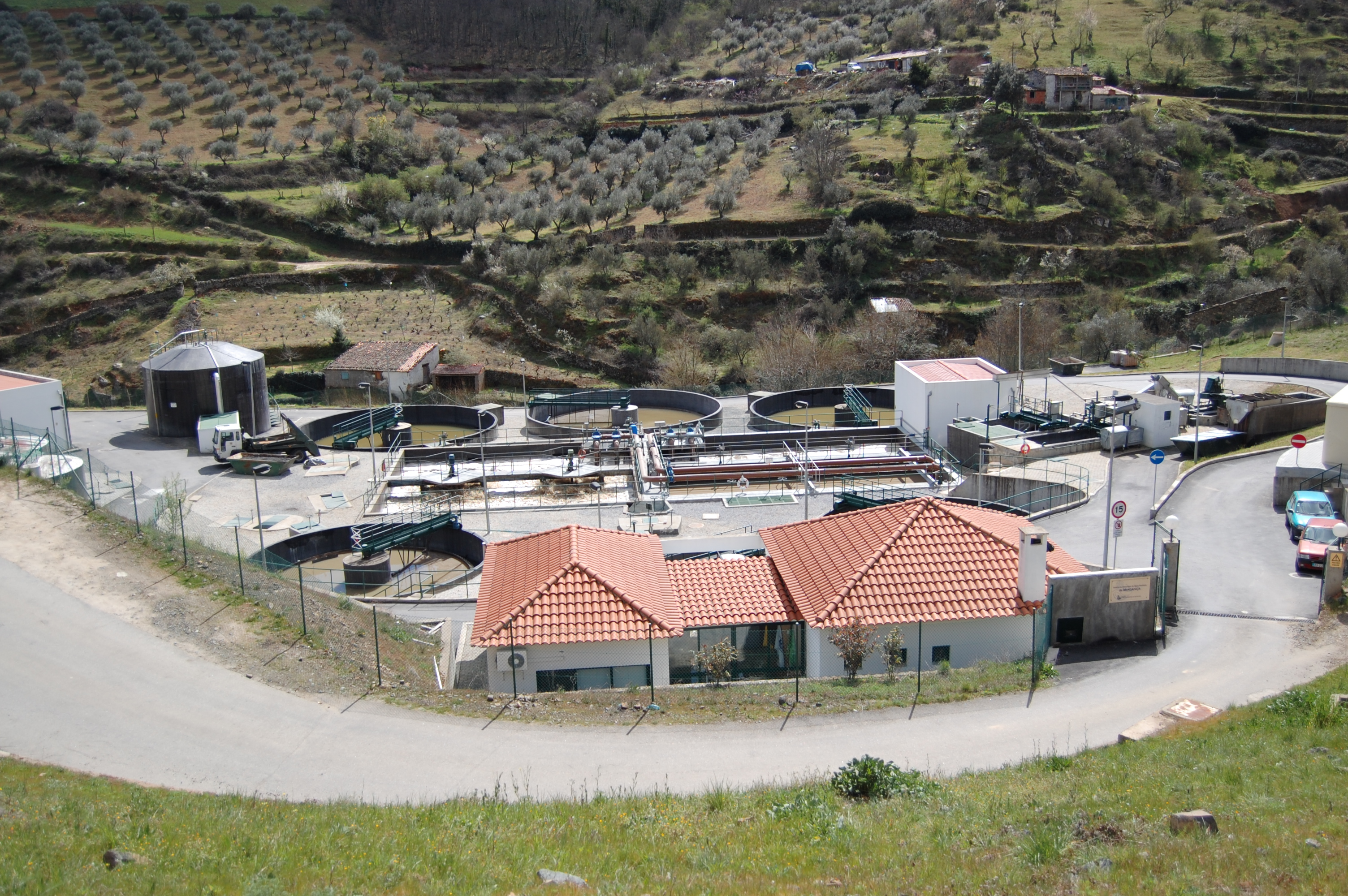
포르투갈 북부의 하수처리장.

물 처리( - 處理, 영어: water treatment) 또는 수처리(水處理)는 물을 원하는 이용 목적대로 사용할 수 있게 만드는 과정을 말한다. 여기에는 음료수, 산업 공정, 의료 등의 용도를 포함한다. 물 처리 공정의 목적은 물에서 기존의 오염물을 제거하거나 감소시켜서 물이 해당 목적에 맞게 사용할 수 있게 만드는 것이다.

## 음용이 가능한 물로의 정화
정수 과정은 처리되지 않은 물에서 오염물을 제거하여, 일반적으로 인간 소비 기준에 충족하는 마실물을 만드는 과정이다. 이 과정을 통해 제거되는 물질은 부유고형물, 박테리아, 조류, 바이러스, 균, 광물(철, 망가니즈, 황 따위), 기타 화학 오염물 (비료 따위) 등이 있다.

## 하폐수 처리
하폐수 처리는 생활하수 또는 산업폐수(이하 하폐수) 내에 있는 오염물질을 제거하는 과정을 의미한다. 주로 물순환계에서 환경 문제를 최소화하거나 처리된 물을 재이용하기 위해 사용된다. 하폐수 처리에 사용되는 가장 대표적인 방법은 미생물의 대사과정을 이용한 생물학적 처리로 이 중에 가장 대표적인 공법이 활성슬러지 공법이다.

## 공업용수 처리
공업용수 처리의 두 가지 주요 공정은 보일러용수와 냉각용수를 위한 것이다. 적절한 수처리가 이루어지지 않는다면 모래나 박테리아가 관 내에 존재할 수 있다. 수처리가 잘 되지 않은 증기보일러용수는 스케일이나 부식형성으로 기계를 파괴할 수 있고 특히 스케일의 형성은 같은 크기로 발열하더라도 추가 연료를 필요로 하기 때문에 효율성을 저하시킨다. 수질이 나쁘면 공중위생을 저해하는 Legionella와 같은 박테리아가 번식할 수 있다.
적절한 처리를 할 경우, 상당히 많은 양의 공업용수를 재이용할 수 있다. 이것은 3가지 측면에서 경제적인 효과가 있다.
1. 적게 소비함에 따른 적은 수도요금
2. 폐수처리에 사용되는 비용 감소
3. 재이용수를 이용한 폐열사용으로 에너지 사용 비용 감소

보일러용수의 저기압 부식은 용존산소와 산, 그리고 높은 알칼리도로 인해 발생한다. 그러므로 수처리는 용존산소의 저감과 적절한 pH, 알칼리도를 가진 보일러 용수를 생산해야 한다. 효과적인 수처리를 하지 못한다면, 냉각 시스템은 효율성이 감소되고, 플랜트의 수명을 단축시키며 안전하지 못하며 신뢰감 없는 운영이 될 것이다.

## 참고 문헌
- Clescerel, Lenore S.; Greenburg, Arnold E.; Eaton, Andrew D. (1999). 《Standard Methods for the Examination of Water and Wastewater》. American Public Health Association; 20th edition.

## 같이 보기
- 수질 오염
- 수질
- 정수 (물)
- 한외여과(en:Ultrafiltration, UF)
- 역삼투